# Iê-iê-iê
Le iê-iê-iê est un genre musical et mouvement culturel se référant au rock 'n' roll brésilien dans les années 1960. Il est né de l'expression yeah, yeah, yeah, présente dans certaines chansons des Beatles, comme She Loves You. Au Portugal aussi le rock s'appelait ié-ié (ou des orthographes similaires comme yé-yé), de même qu'en France, où le pop rock local apparu au milieu des années 1950 s'appelait yéyé.
La différence entre le iê-iê-iê et la música popular brasileira (MPB) traditionnelle est que les accompagnements des chansons comportent toujours des guitares électriques à la place de la guitare acoustique. Plus tard, l'orgue électronique sera introduit, remplaçant le piano. Le rock brésilien commence ensuite à dominer le iê-iê-iê parmi les groupes qui se produisent dans le cadre du programme Jovem Guarda.

## Histoire

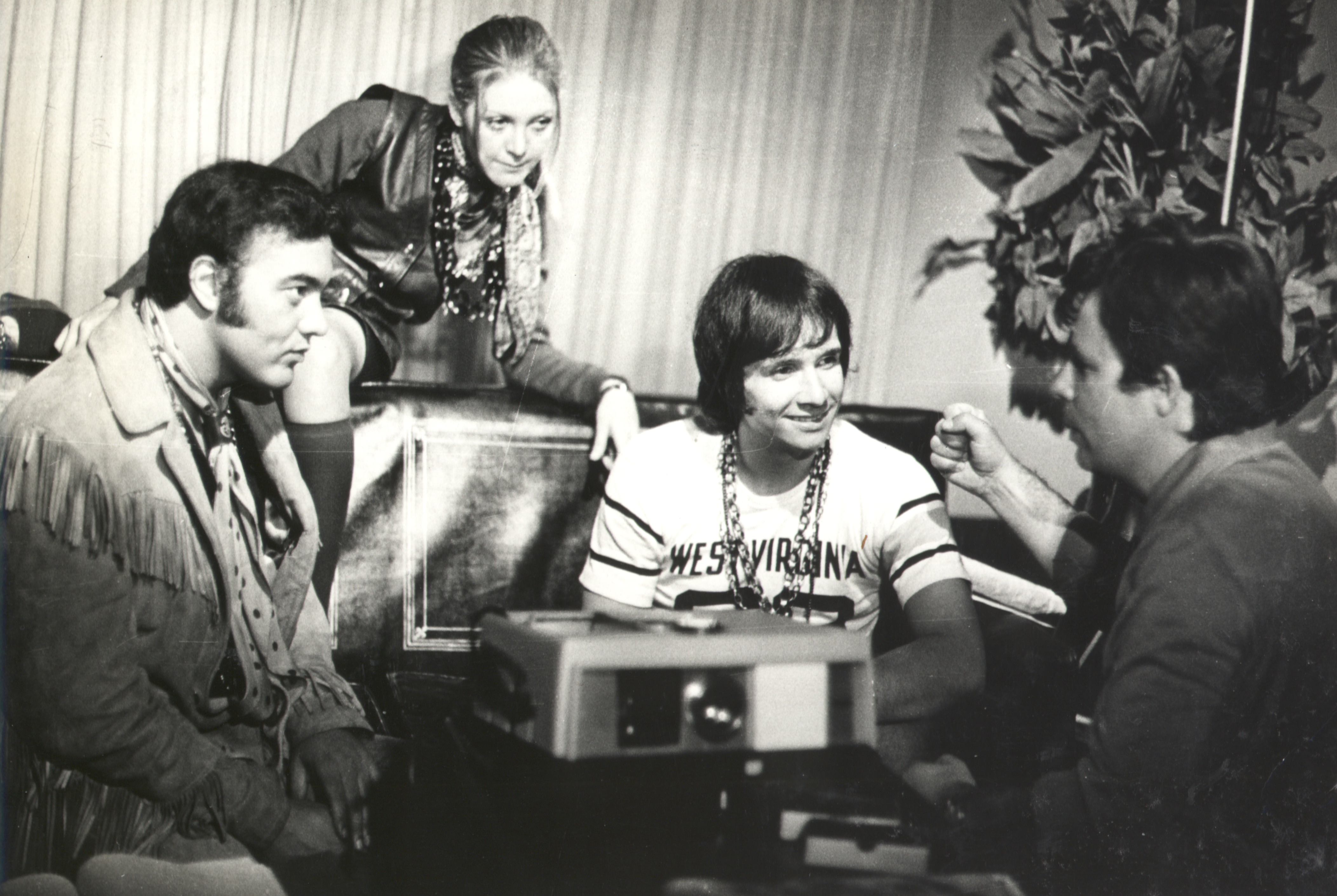
Roberto Carlos, Erasmo Carlos et Wanderléa, chanteurs et animateurs du programme Jovem Guarda.

Le programme Jovem Guarda, diffusé sur TV Record de 1965 à 1968 devient rapidement très populaire. Les présentateurs sont le débutant mais déjà célèbre Roberto Carlos, d'abord appelé le « Brasa » puis le « Roi de Jovem Guarda », Erasmo Carlos, le « Tremendão », et Wanderléa, la « Ternurinha ». Le casting du programme est composé de groupes de rock brésiliens, tels que Renato e Seus Blue Caps, Golden Boys, Os Vips, Trio Esperança, Pholhas, The Fevers, The Jordans, Os Incríveis, The Jet Blacks, et des chanteurs comme Martinha, Jerry Adriani, Leno e Lílian, Vanusa, Dick Danello, Waldirene, Enza Flori, The Brazilian Beatles, Wanderley Cardoso, Demétrius, Ronnie Von, et Deny e Dino, entre autres.
Pendant longtemps, le programme est le leader d'audience des « jeunes dimanches après-midi », comme le disent les paroles de la chanson Jovens Tardes de Domingo, de Roberto Carlos. Mais, à partir de la fin de 1967, l'audience commence à baisser, probablement à cause de la surexposition des artistes, qui fréquentent tous les programmes pour gagner un salaire plus élevé. Les artistes du groupe MPB « déclarent la guerre » au iê-íê-íê revendiqué par les Jovem Guarda : la diffusion du rock conduit à ce que les artistes présents au programme soient décriés, accusés d'être aliénés et américanisés par une partie du public qui préfère les chansons des festivals, puis de Tropicália. De nombreux membres de ce groupe jouent du iê-iê-iê, par exemple Alegria, Alegria et É Proibido Proibir. Ses membres nationalistes s'y opposent parce qu'ils considèrent que la musique n'est pas une marchandise et que la musique brésilienne ne doit pas être livrée à l'industrie musicale américaine. Entre eux, les artistes iê-iê-iê restent soudés, Roberto Carlos et Caetano Veloso chantant par exemple les chansons l'un de l'autre et Elis Regina enregistrant Erasmo Carlos. Mais cela ne suffit pas à éviter la fin du programme.
Le 17 janvier 1968, Roberto Carlos abandonne la direction du programme, laissant la présentation à Erasmo Carlos et Wanderléa. Le chanteur, en plus de se rendre compte que l'arrêt de l'émission est proche, est lui-même en transition, quittant le rock pour la musique afro-américaine (soul et funk),,. Quelques semaines plus tard, le programme Jovem Guarda est diffusé pour la dernière fois.